# إسكندرية كمان وكمان (فلم)
إسكندرية كمان وكمان فيلم مصري انتج عام 1990 من إخراج يوسف شاهين وبطولة حسين فهمي ويسرا وعمرو عبد الجليل ويروي الفيلم الجزء الثالث من سيرة يوسف شاهين بعد فيلميه «إسكندرية... ليه؟» (1979) و«حدوتة مصرية» (1982)
الفيلم شارك في كتابته مع يوسف شاهين كلاً من سمير نصري ويسري نصر الله، يتحدث الفيلم عن علاقة يوسف شاهين بـالممثل محسن محي الدين الذي يقوم بدوره عمرو عبد الجليل والتي كانت قد سببت لشاهين ألماً كبيراً، وتتقاطع هذه العلاقة مع اعتصام الفنانين الشهير في الثمانينات في نقابة الفنانين لاعتراضهم على القمع الممارس عليهم من السلطة ورفضهم لقانون الفنانين القامع لحريتهم في اختيار نقيبهم.

## طاقم التمثيل

### البطولة
- حسين فهمي
- عمرو عبد الجليل في دور (عمرو)
- يسرا (نادية)
- هشام سليم
- تحية كاريوكا
- رجاء حسين
- عبلة كامل
- يوسف شاهين
- محمد هنيدي
- نهلة سلامة (كومبارس صامت)
- زكي فطين عبد الوهاب
- توفيق الكردى
- منحه البطراوى
- حسن العدل

### ضيف الفيلم
- صلاح ذو الفقار في دور (بنفسه)

## روابط خارجية
- مقالات تستعمل روابط فنية بلا صلة مع ويكي بيانات